# Es una nube, no hay duda
Es una nube, no hay duda es el quinto álbum de estudio del grupo de rock argentino Vox Dei editado en 1973. También es el primero (de cuatro discos) grabado para CBS.

## Detalles
Este es el segundo disco de Vox Dei editado en 1973 grabado desde el 8/5/73 hasta el 6/7/73, y al mismo tiempo uno de los álbumes más exitosos de la banda, ya que contiene varios clásicos del grupo, entre ellos "Es una nube, no hay duda" y "Loco hacela callar" (Compuestas por Willy Quiroga), y "Prométeme que nunca me dirás adiós" y "Es así y no hay nada que hablar" (Compuestas por Ricardo Soulé). Además, es el tercer y último disco de la banda en la que no cuentan con invitados.
Es uno de los discos de la banda, de los años 70, con mejor calidad de sonido

## Canciones
Lado A
1. "Es una nube, no hay duda" (Willy Quiroga) - 5:11
2. "El faisán y la codorniz" (Ricardo Soulé) - 4:58
3. "Es así y no hay nada que hablar" (Ricardo Soulé) - 3:57
4. "Loco hacela callar" (Willy Quiroga) - 3:39

Lado B
1. "La verdadera historia de 'Sam el Montañés'" (Ricardo Soulé) - 3:28
2. "Prométeme que nunca me dirás adiós" (Ricardo Soulé) - 3:34
3. "Por sobre el monte, encima del mar" (Ricardo Soulé) - 4:12
4. "El mañana es otra historia" (Willy Quiroga) - 5:54

## Personal
Vox Dei
- Willy Quiroga – bajo, voz
- Ricardo Soulé – voz, guitarras, piano, armónica, mandolina en "El mañana es otra historia"
- Rubén Basoalto – batería

Colaboradores
- Roberto Labraga – ingeniero de sonido y mezcla
- Jorge Lacobara y Horacio Cusato – técnicos de grabación